# Pseudocoris
 Pseudocoris és un gènere de peixos de la família dels làbrids i de l'ordre dels perciformes.

## Taxonomia
- Pseudocoris aequalis (Randall & Walsh, 2008)[1]
- Pseudocoris aurantiofasciatus (Fourmanoir, 1971)[2]
- Pseudocoris bleekeri (Hubrecht, 1876)[3]
- Pseudocoris heteroptera (Bleeker, 1857)[4]
- Pseudocoris ocellata (Chen & Shao, 1995)[5]
- Pseudocoris philippina (Fowler & Bean, 1928)[6]
- Pseudocoris yamashiroi (Schmidt, 1931)[7][8][9][10]